# Nicolò Trevisan (politico)
Nicolò Trevisan (Venezia, 1308 ca. – Venezia, 19 ottobre 1369) è stato un politico, militare e storiografo italiano.

## Biografia
Figlio di Giovanni di Filippo Trevisan, nacque nella parrocchia di Sant'Angelo.
Buona parte della sua biografia, specialmente quella relativa ai primi decenni, è di difficile ricostruzione a causa dell'esistenza di alcuni omonimi contemporanei. Di certo, come quasi tutti i veneziani, in giovane età si dedicò ai commerci: il 6 marzo 1335 ebbe il permesso di lasciare a Corfù una balla di tessuti diretta a Corone, mentre il 16 ottobre 1337 fu garante di Pietro Pisani eletto all'ufficio de navigantibus.
Nel 1340 esordì in politica, ricoprendo inizialmente cariche legate ai traffici marittimi: il 20 gennaio divenne savio all'Arsenale, entrando a far parte di una commissione dedicata all'armamento della squadra del Golfo; il 16 luglio fu uno dei provveditori che tolsero il divieto di commerciare con la città di Valona.
Il 10 marzo 1341 ebbe il compito di risolvere alcune questioni aperte con il patriarcato di Aquileia, mentre il 30 aprile e il 13 agosto seguenti lavorò ai privilegi daziari concessi alle città di Fabriano e Spoleto.
Negli anni successivi sembra scomparire dai documenti, forse perché tornò ad impegnarsi a tempo pieno nei commerci. Tornò alla vita politica dal 7 gennaio 1348, quando venne nominato savio sull'Istria, in un difficile momento in cui Capodistria, sobillata dai feudatari tedeschi dell'entroterra, si era sollevata e il conte di Duino minacciava i sudditi veneziani. Il 23 maggio 1350 divenne ufficiale della Giustizia Vecchia, il 5 giugno 1352 savio per regolare alcuni aspetti della sottomissione di Curzola e il 29 febbraio 1353 membro del consiglio dei Dieci.
Secondo Marco Barbaro (ma mancano riscontri nei registri del Senato), in occasione della terra guerra con la Repubblica di Genova nell'aprile del 1354 fu nominato provveditore d'Armata contro Pagano Doria, che era penetrato nell'Adriatico devastando Curzola e Lesina.
Tornato tra i Dieci nel 1354, fu tra quelli che incriminarono e giustiziarono il doge Marino Faliero.
Appena conclusa la pace con Genova, il re d'Ungheria Luigi d'Angiò si alleò con la contea di Gorizia e il patriarcato di Aquileia per estendere il proprio dominio sulla Dalmazia. Tra la primavera e l'estate del 1356 Trevisan fu posto al comando della muda di Romania; fu quindi mandato in Istria, mentre gli ungheresi cingevano d'assedio Treviso. Il 17 febbraio 1357, nuovamente nel consiglio dei Dieci, fu tra i veneziani che trattarono la tregua e poi l'umiliante pace con il sovrano, con cui, il 18 febbraio 1358, Venezia rinunciava alla Dalmazia.
Fu ancora tra i Dieci nel 1359 e nel 1360. Il 21 luglio di quest'ultimo anno fece parte di una commissione incaricata di arbitrare una vertenza tra il duca d'Austria e il re d'Ungheria.
Il 16 luglio 1361 fu tra i quarantuno elettori che nominarono il doge Lorenzo Celsi. Il 23 novembre successivo entrò in un'altra commissione, istituita per regolamentare le navi mercantili.
Ancora fra i Dieci nel 1362, il 16 marzo 1365 fu eletto bailo a Cipro, dove si era formata una consistente comunità di mercanti veneziani. Il 16 febbraio dell'anno successivo fu uno dei cinque provveditori nominati per porre fine alla rivolta di Creta, in atto sin dall'8 agosto 1363. Partito da Venezia il 16 marzo, giunse alla Canea il 18 aprile e, con Nicolò Giustinian, conquistò l'ultima roccaforte dei ribelli, Anopoli, due mesi dopo. Rimase sull'isola fino al 21 maggio 1367, quando salpò per sbarcare a Venezia l'8 giugno.
Il 1º gennaio 1368 fu inviato a Bologna per congratularsi con il cardinale Anglic de Grimoard, legato pontificio nelle Marche e in Romagna, per aver mediato la tregua tra i Visconti e Carlo IV del Sacro Romano Impero.
Dopo aver partecipato, il 18 gennaio 1368, all'elezione del doge Andrea Contarini, dieci giorni più tardi fu nominato procuratore di San Marco de Citra. Nell'estate successiva accompagnò Carlo IV, sceso in Italia per ripristinare la sua autorità, attraverso il territorio veneziano. Il 1º ottobre entrò a far parte di una commissione chiamata ad esaminare la ribellione di Trieste e il 30 marzo 1369 fu inviato nella città come provveditore in campo. Ricopriva ancora questa carica quando, il 25 settembre, propose di ingaggiare il condottiero Giacomo Samello, ma morì qualche settimana prima della resa della città. 
Secondo Marco Barbaro avrebbe avuto un figlio, Antonio, nato nel 1354.

## Opere
Nel 1367 Nicolò Trevisan scrisse una cronaca di Venezia dalle origini ai suoi tempi, a pochi anni da quella stilata dal doge Andrea Dandolo. Il manoscritto, conservato alla Biblioteca nazionale Marciana, è stato integrato da altri nei secoli successivi, tanto da essere conservato sotto il titolo Cronaca veneta dalle origini al 1585. Poiché la grafia di tutte le carte risulta essere la stessa, dovrebbe trattarsi di una copia di epoca tarda. 
Scritta con uno stile semplice ma vivace, è particolarmente interessante la parte relativa agli eventi in cui il Trevisan ebbe un ruolo diretto (congiura del Falier, rivolta cretese) grazie alla presenza di notizie inedite.